# Coelogyne picta
Coelogyne picta är en orkidéart som beskrevs av Rudolf Schlechter.
Coelogyne picta ingår i släktet Coelogyne och familjen orkidéer. Inga underarter finns listade Catalogue of Life.